# Камерный концерт (Онеггер)
Камерный концерт (итал. Concerto da Camera) для флейты, английского рожка и струнных Op. 188 — сочинение Артюра Онеггера, созданное в 1948 году по заказу Элизабет Спрэг Кулидж и ей посвящённое.
Концерт был заказан композитору американской меценаткой по итогам его американского турне 1947 года и написан в Париже по возвращении из него. Премьера состоялась 6 мая 1949 года в Цюрихе в рамках концертной программы, патронируемой Паулем Захером, в исполнении камерного оркестра Collegium Musicum под его управлением.
Специалисты сравнивают музыку концерта с материалом Третьей, Четвёртой и Пятой симфоний Онеггера, отмечая, что к ясности и грациозности поздней музыки Онеггера здесь добавляется ещё и виртуозное начало. Взаимодействие солистов решено на основе контрапункта.

## Состав
1. Allegretto amabile
2. Andante
3. Vivace
Общая продолжительность звучания — около 17 минут.